# Cyclops wigrensis
Cyclops wigrensis – gatunek widłonoga z rodziny Cyclopidae. Nazwa naukowa gatunku została po raz pierwszy opublikowana w 1927 roku przez polskiego hydrobiologa Zygmunta Koźmińskiego.